# Ablainzevelle
Ablainzevelle település Franciaországban, Pas-de-Calais megyében. Lakosainak száma 220 fő (2022. január 1.). Ablainzevelle Moyenneville, Achiet-le-Petit, Ayette, Bucquoy és Courcelles-le-Comte községekkel határos.

## Népesség
A település népességének változása:
| Lakosok száma | 209  | 211  | 220  | 222  | 227  | 229  | 231  | 233  | 220  |
|               | 2013 | 2015 | 2016 | 2017 | 2018 | 2019 | 2020 | 2021 | 2022 |